# باتريشيا وايلدر
باتريشيا وايلدر (بالإنجليزية: Patricia Wilder)‏ هي ممثلة أمريكية، ولدت في 1913، وتوفيت في 1995.

## وصلات خارجية
- باتريشيا وايلدر على موقع IMDb (الإنجليزية)
- باتريشيا وايلدر على موقع قاعدة بيانات الفيلم (الإنجليزية)